# Bukit Mas (Sungai Bahar)
Bukit Mas is een bestuurslaag in het regentschap Muaro Jambi van de provincie Jambi, Indonesië. Bukit Mas telt 1322 inwoners (volkstelling 2010).